# Willi Derkow
Willi Ernst Karl Derkow (* 17. November 1906 in Charlottenburg bei Berlin; † 1983 in Surrey) war ein deutscher Sozialdemokrat, Gewerkschaftsfunktionär und Widerstandskämpfer gegen den Nationalsozialismus.

## Leben und Tätigkeit
Während der Weimarer Republik arbeitete Derkow als Bankangestellter. Politisch betätigte er sich als Gewerkschaftssekretär sowie als Mitglied der SPD und des Zentralverbandes der Angestellten (ZdA), in dem er sich bereits als Sechzehnjähriger engagiert hatte. Später wurde er Vorsitzender der SAJ von Berlin-Moabit und Mitarbeiter der SPD-Presse.
Nach der Machtergreifung der Nationalsozialisten im Frühjahr 1933 betätigte er sich zeitweise im politischen Untergrund. Im August 1939 emigrierte er über die Niederlande nach Großbritannien, wo er in London lebte.
Ab August 1940 war Derkow Redakteur der Zeitschrift IGB-Bulletin. 1940 wurde er Mitglied der deutschen Beratungskommission beim Interned Enemy Aliens Tribunal, das über Freilassung internierter deutscher Emigranten in Großbritannien entschied.
Von 1941 bis 1945 war Derkow Mitglied des Arbeitsausschusses der Landesgruppe (LG) deutscher Gewerkschafter unter der Leitung von Hans Gottfurcht. 1943 war er zudem Mitarbeiter bei den Programmberatungen der Union auf dem Gebiet der Sozialpolitik und Mitglied der Arbeitsgemeinschaft Wirtschaft bei den Programmberatungen der LG.
Von den nationalsozialistischen Polizeiorganen wurde Derkow derweil als Staatsfeind eingestuft: Im Frühjahr 1940 setzte das Reichssicherheitshauptamt in Berlin ihn auf die Sonderfahndungsliste G.B., ein Verzeichnis von Personen, die im Falle einer erfolgreichen deutschen Invasion Großbritanniens durch die Sonderkommandos der SS-Einsatzgruppen mit besonderer Priorität ausfindig gemacht und verhaftet werden sollten.
1978 lebte Derkow in Hindhead in Surrey.

## Schriften
- The Other Germany. Facts and Figures. A Collection of Facts with Comments Compiled by WilliD erkow on behalf of the Executive Committee of the Trade Union Centre for German Workers in Great Britain, London 1943.